# Liste von Erdbeben in Japan

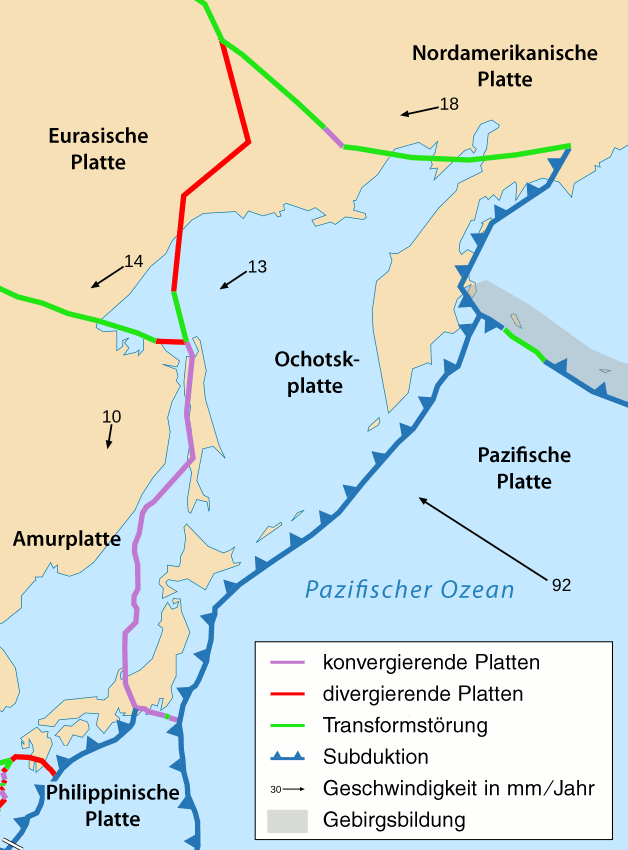
Plattenbewegungen rund um Japan

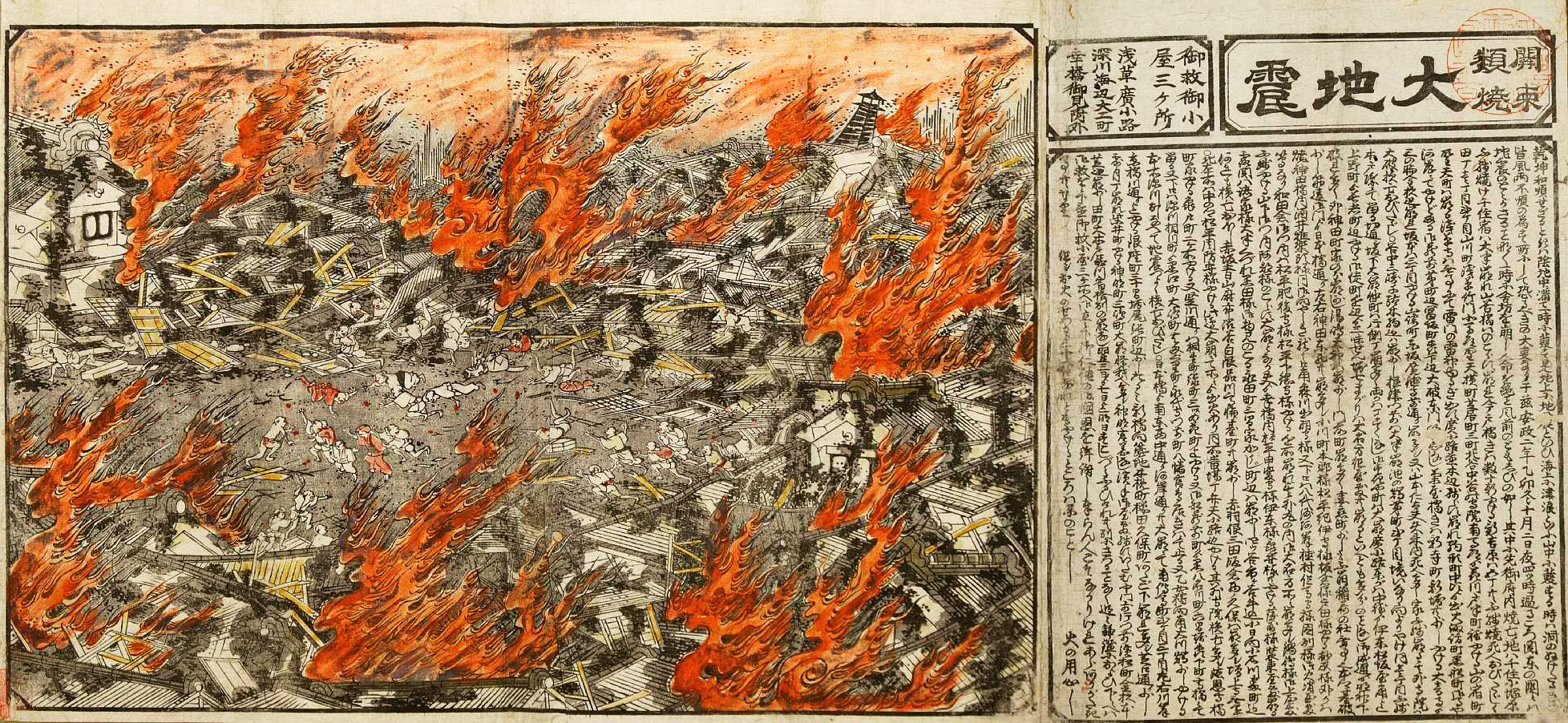
Ansei-Edo-Erdbeben 1855

Erdbeben ereignen sich in Japan häufig. Ursache sind Bewegungen der tektonischen Platten in der Lithosphäre, die in der Umgebung von Japan aufeinandertreffen. Zu den Folgen einer Subduktion zählt der Japangraben. Insbesondere besteht die Sorge vor einem Erdbeben in Tokio. Als bislang schwerstes Erdbeben in Japan gilt das Tōhoku-Beben vom 11. März 2011.
Im Durchschnitt gibt es in Japan pro Monat 73 Erdbeben der Magnitude 4 oder höher, davon 9 mit einer Magnitude 5 oder höher und 1,4 mit einer Magnitude 6 oder höher.

## Ereignisse
Zu den schweren Erdbeben (mit Magnitude ≥ 7 oder mit mehr als 100 Todesopfern oder von historischer Bedeutung aus Sicht der US-Behörden oder japanischer Behörden) zählten:
| Bezeichnung                                     | Datum (UTC)                                   | Magnitude                             | Höchste Intensität (JMA-Skala) | Todesopfer                           | Japanische Bezeichnung                            |
| ----------------------------------------------- | --------------------------------------------- | ------------------------------------- | ------------------------------ | ------------------------------------ | ------------------------------------------------- |
| Jōgan-Erdbeben mit Tsunami                      | 9. Juli 869                                   | 8,1–8,4 MW, 8,6 MS                    |                                | über 1.000                           | 貞観地震                                          |
| Keichō-Sanriku-Erdbeben mit Tsunami             | 2. Dez. 1611                                  | 8,1 MW                                |                                | über 5.000                           | 慶長三陸地震                                      |
| Genroku-Erdbeben                                | 31. Dez. 1703                                 |                                       |                                | über 5.000                           | 元禄地震                                          |
| Hōei-Erdbeben                                   | 28. Okt. 1707                                 |                                       |                                | über 5.000                           | 宝永地震                                          |
| Ansei-Nankai-Erdbeben                           | 24. Dez. 1854                                 |                                       |                                | über 10.000                          | 安政南海地震                                      |
| Ansei-Edo-Erdbeben                              | 11. Nov. 1855                                 |                                       |                                | 6.641                                | 安政江戸地震                                      |
| Hamada-Erdbeben mit Tsunami                     | 14. März 1872                                 | 7,1                                   |                                | etwa 550                             | 浜田地震                                          |
| Mino-Owari-Erdbeben (Nōbi-Erdbeben)             | 28. Okt. 1891                                 | 8,0                                   |                                | 7.273                                | 濃尾地震                                          |
| Shōnai-Erdbeben                                 | 22. Okt. 1894                                 | 7,0                                   |                                | 726                                  | 庄内地震                                          |
| Meiji-Sanriku-Erdbeben mit Tsunami              | 15. Juni 1896                                 | 8,2 / 8,5                             |                                | 21.959                               | 明治三陸地震                                      |
|                                                 | 31. Aug. 1896                                 | 7,2                                   |                                | 209                                  | 陸羽地震                                          |
| Großes Kantō-Erdbeben                           | 1. Sep. 1923                                  | 7,9                                   |                                | etwa 105.000                         | 東地震（関東大震災）                              |
| Nördliches Tajima-Erdbeben                      | 23. Mai 1925                                  | 6,8                                   |                                | 428                                  | 北但馬地震                                        |
| Nördliches Tango-Erdbeben mit Tsunami           | 7. März 1927                                  | 7,3                                   |                                | 2.925                                | 北丹後地震                                        |
| Nördliches Izu-Erdbeben                         | 26. Nov. 1930                                 | 7,3                                   |                                | 272                                  | 北伊豆地震                                        |
| Shōwa-Sanriku-Erdbeben mit Tsunami              | 2. März 1933                                  | 8,1                                   | 5                              | 3.064                                | 昭和三陸地震                                      |
| Tottori-Erdbeben                                | 10. Sep. 1943                                 | 7,2 / 7,4                             | 6                              | 1.083                                | 鳥取地震                                          |
| Tōnankai-Erdbeben mit Tsunami                   | 7. Dez. 1944                                  | 7,9 / 8,1                             | 6                              | 1.223 (genaue Zahl unbekannt) / 1251 | 東南海地震                                        |
| Mikawa-Erdbeben mit Tsunami                     | 13. Jan. 1945                                 | 6,8 / 7,1                             | 5                              | 2.306                                | 三河地震                                          |
| Nankai-Erdbeben mit Tsunami                     | 20. Dez. 1946                                 | 8,0 / 8,1                             | 5                              | 1.330 / 1443                         | 南海地震                                          |
| Fukui-Erdbeben                                  | 28. Juni 1948                                 | 7,1 / 7,3                             | 6                              | 3.769                                | 福井地震                                          |
| Erdbeben vor Tokachi                            | 4. März 1952                                  | 8,2                                   |                                | 33                                   | 十勝沖地震                                        |
| Großes Chile-Erdbeben mit Tsunami               | 23. Mai 1960                                  | 9,5                                   |                                | 142 (in Japan)                       | チリ地震津波                                      |
| Nördliches Mino-Erdbeben                        | 19. Aug. 1961                                 | 7,0                                   |                                | 8                                    | 北美濃地震                                        |
| Niigata-Erdbeben mit Tsunami                    | 16. Juni 1964                                 | 7,5                                   | 5                              | 26                                   | 新潟地震                                          |
| Hyūga-nada-Erdbeben mit Tsunami                 | 1. Apr. 1968                                  | 7,5                                   |                                | 1                                    | 1968年日向灘地震                                  |
| Erdbeben vor Tokachi mit Tsunami                | 16. Mai 1968                                  | 7,9                                   |                                | 52                                   | 1968年十勝沖地震                                  |
| Erdbeben vor der Halbinsel Izu mit Tsunami      | 9. Mai 1974                                   | 6,9                                   |                                | 30                                   | 1974年伊豆半島沖地震                              |
| Erdbeben in der Nähe von Izu-Ōshima mit Tsunami | 14. Jan. 1978                                 | 7,0                                   |                                | 25                                   | 1978年伊豆大島近海の地震                          |
| Miyagi-Erdbeben mit Tsunami                     | 12. Juni 1978                                 | 7,4                                   | 5                              | 28                                   | 1978年宮城県沖地震                                |
| Erdbeben im Japanischen Meer mit Tsunami        | 26. Mai 1983                                  | 7,7                                   | 5                              | 104                                  | 日本海中部地震                                    |
| Ōtaki-Erdbeben in der Präfektur Nagano          | 14. Sep. 1984                                 | 6,8                                   |                                | 29                                   | 和59年（1984年）長野県西部地震                    |
| Hokkaido-Erdbeben mit Tsunami                   | 12. Juli 1993                                 | 7,8                                   |                                | 230                                  | 平成5年（1993年）北海道南西沖地震                 |
| Kurilen-Erdbeben mit Tsunami                    | 4. Okt. 1994                                  | 8,2                                   |                                | keine                                | 平成6年（1994年）北海道東方沖地震                 |
| Erdbeben vor Sanriku mit Tsunami                | 28. Dez. 1994                                 | 7,6                                   |                                | 3                                    | 平成6年（1994年）三陸はるか沖地震                 |
| Erdbeben von Kōbe mit Tsunami                   | 17. Jan. 1995                                 | 7,3 / 6,9 Mw                          | 7                              | 6.437                                | 阪神・淡路大震災                                  |
| Geiyo-Erdbeben                                  | 24. März 2001 (JST)                           | 6,7 Mj                                | 6schwach                       | 2                                    | 平成13年（2001年）芸予地震                        |
| Erdbeben vor Tokachi mit Tsunami                | 26. Sep. 2003 (JST)                           | 8,0 Mj                                | 6schwach                       | 2                                    | 平成15年（2003年）十勝沖地震                      |
| Chūetsu-Erdbeben                                | 23. Okt. 2004                                 | 6.8 / 6,6 Mw                          | 7                              | 68                                   | 平成16年（2004年）新潟県中越地震                  |
| Erdbeben auf der Noto-Halbinsel mit Tsunami     | 25. März 2007                                 | 6,9 / 6,7 Mw                          | 6stark                         | 1                                    | 平成19年（2007年）能登半島地震                    |
| Niigata-Chūetsu-Küstenerdbeben mit Tsunami      | 16. Juli 2007                                 | 6,8 / 6,8 Mw                          | 6stark                         | 15                                   | 平成19年（2007年）新潟県中越沖地震                |
| Iwate-Erdbeben                                  | 14. Juni 2008                                 | 7,2 / 6,9 Mw                          | 6stark                         | 23                                   | 岩手・宮城内陸地震                                |
| Tōhoku-Erdbeben mit Tsunami                     | 11. März 2011                                 | 9,0–9,1 Mw                            | 7                              | 22.199                               | 東北地方太平洋沖地震                              |
| Kumamoto-Erdbeben                               | 14. Apr. 2016 (Vorbeben) 16. April 2016 (UTC) | 6,5 Mj (Vorbeben) 7,3 Mj (Hauptbeben) |                                | 267                                  | 熊本地震                                          |
| Hokkaidō-Ost-Iburi-Erdbeben                     | 6. Sep. 2018 (JST)                            | 6,7 Mj                                | 7 (in Atsuma)                  | 43                                   | Hokkaidō Iburi tōbu jishin 北海道胆振東部地震     |
| vor der Küste Fukushimas und Miyagis            | 13. Feb. 2021                                 | 7,3 Mw                                | 6stark                         | 1                                    | Fukushima-ken Oki Jishin 福島県沖地震             |
| vor der Küste der Präfektur Miyagi              | 20. März 2021, 18:09 JST                      | 7,2 M                                 |                                | 0                                    | Miyagi-ken Oki Jishin 宮城県沖地震                |
| Fukushima-Erdbeben                              | 16. März 2022, 23:36 JST                      | 7,4 M                                 | 6stark                         | 4                                    | Fukushima-ken Oki Jishin 福島県沖地震             |
| Noto-Erdbeben                                   | 1. Jan. 2024, 16:10 JST                       | 7,5 Mw                                |                                | 57                                   | Reiwa 6-nen Noto-hantō Jishin 令和6年能登半島地震 |